# 雷尼埃 (洛林)
雷尼埃（法語：Régnier Ier，约850年—915年8月25日）是洛塔林吉亞王國貴族。當代記錄將他列為“伯爵”、“藩侯”、“皇室檢察官”和“公爵”。 據說他是洛塔林吉亞貴族家族雷尼耶家族的創始人。雷尼埃一世是馬斯高伯爵吉斯勒貝爾的兒子，皇帝洛泰爾一世的女兒（她的名字被認為是希爾特魯德、伯莎、伊姆加德、吉塞拉等）。在877年基西法令中，雷尼埃，可能是“Rainerus”，與他的父親一起出現在法令上，作為查理二世在意大利戰役期間的攝政之一
。
雷尼埃是許多重要修道院院長，這些修道院從默茲河（荷蘭語：Maas）穿過亞爾丁地區一直延伸到摩澤爾河，包括馬斯特里赫特的聖塞爾韋、埃希特納赫、斯塔沃洛-馬爾默迪親王修道院和特里爾的聖馬克西敏修道院。所有這些修道院都位於或靠近870年東法蘭克王國和西法蘭克王國之間簽訂的《梅爾森條約》的邊界，當時西法蘭克王國控制著洛塔林吉亞的大部分地區。在埃希特納赫，雷尼埃被稱為「Rainerus iunior」（年輕的雷尼埃），可能是因為前任院長、親戚也有同樣的名字。
雷尼埃的頭銜和活動主要是從較晚的可靠來源得知的。諾曼歷史學家聖·昆汀杜多在描述早期諾曼人的偉大成就時，將雷尼埃一世（他與一位名叫拉特博特的弗里斯蘭領主一起與第一任諾曼第公爵羅洛發生衝突）稱為埃諾和埃斯拜公爵。幾個世紀後，瑞米耶日的的紀堯姆和後來的特魯瓦方丹的阿爾貝里克使用相同的稱號來描述此事件。雷尼埃被稱為公爵、伯爵、藩侯和皇室檢察官，但歷史學家懷疑這些頭銜是否指的是特定領土。我們從905年7月21日在斯塔沃洛特頒發的一項憲章中得知，雷尼埃自稱為公爵，當時吉布哈德是洛塔林吉亞公爵。
雷尼埃原本是895年洛塔林吉亞國王茲溫蒂博爾德的支持者，但於898年叛變。三年前在茲溫蒂博爾德的選舉中發揮重要作用的雷尼埃和其他有影響力的人物利用厄德去世的機會邀請查理三世擔任洛塔林吉亞國王。可是雷尼埃的領土卻被沒收，他拒絕並將自己封鎖在馬斯特里赫特下游的杜爾福特。查理三世、茲溫蒂博爾德和神聖羅馬皇帝阿努爾夫的代表在聖戈阿爾會面，決定授予路易四世繼承洛塔林吉亞公國的權利。900年8月，茲溫蒂博爾德在戰鬥中被雷尼埃殺死。
國王路易四世封吉布哈德為洛塔林吉亞公爵。後來，吉布哈德於910年去世後，雷尼埃率領一群勢力人士在與馬扎爾人的戰鬥中對抗東法蘭克國王康拉德一世，並選舉查理三世為國王。雷尼埃從未以洛塔林吉亞公爵的身份出現，但可能在查理三世統治下擔任該地區的軍事指揮官。雷尼埃去世後，他的兒子吉斯勒貝爾（Giselbert）繼位。雷尼耶家族卻無法像薩克森和巴伐利亞的魯道夫家族和呂特波爾丁家族那樣在洛塔林吉亞成功建立霸權。

## 家庭
第二任妻子阿爾貝拉達為雷尼埃生有以下子女：
1. 吉斯勒貝爾 (約890年—939年)，洛塔林吉亞公爵
2. 雷尼爾二世 (約890年—932年)，埃諾伯爵
3. 女兒 ，嫁給那慕爾伯爵貝倫格爾（英语：Berengar of Namur）

人們也認為，雷尼埃與西法蘭克國王路易二世的女兒希爾德加德結婚，但這一點不得而知。